# Licitazione privata
La licitazione privata, detta anche gara ad inviti o procedura ristretta, è un sistema di scelta del contraente della pubblica amministrazione italiana, disciplinata dal codice dei contratti pubblici.

## Caratteristiche
A differenza dell'asta pubblica, dove il pubblico incanto è aperto a tutti gli operatori economici interessati in possesso dei requisiti fissati dal bando, la licitazione privata è una procedura di gara nella quale sono invitati a partecipare solamente i soggetti (in questo senso è privata) in possesso dei requisiti e considerati idonei a svolgere, in base ad una valutazione preliminare, le prestazioni contrattuali.
Nella licitazione privata è la stazione appaltante a definire lo schema negoziale, per cui il privato non può negoziare i contenuti del contratto.

## Struttura della gara
La struttura della gara si caratterizza dall'esistenza di un invito a partecipare diretto solamente agli interessati nella licitazione. Si differenzia pertanto dall'asta pubblica poiché in quest'ultimo caso vi è la presenza di un bando di gara (detto anche "avviso d'asta") rivolto a tutti gli interessati.
L'invito (così come il bando di gara) deve contenere i criteri di valutazione delle offerte, le caratteristiche del contratto, la procedura scelta per l'aggiudicazione, i termini e i modi per la presentazione delle offerte.
Per quanto riguarda i contratti sopra la soglia comunitaria, la fase pubblica di preselezione ha il fine di limitare la discrezionalità nella scelta dei concorrenti. Tale procedura si caratterizza dal fatto che la stazione appaltante non procede direttamente all'invito degli operatori economici che già conosce essere in possesso dei requisiti, ma pubblica un bando nel quale indica i cosiddetti "requisiti di ammissione". I soggetti interessati (naturalmente purché in possesso dei requisiti) possono richiedere di essere invitati alla licitazione. Solo a questo punto la stazione appaltante procede con l'invito. Tale strumento di preselezione permette alla stazione appaltante di superare i propri limiti di conoscenza del mercato.